# Congreso de Cambrai

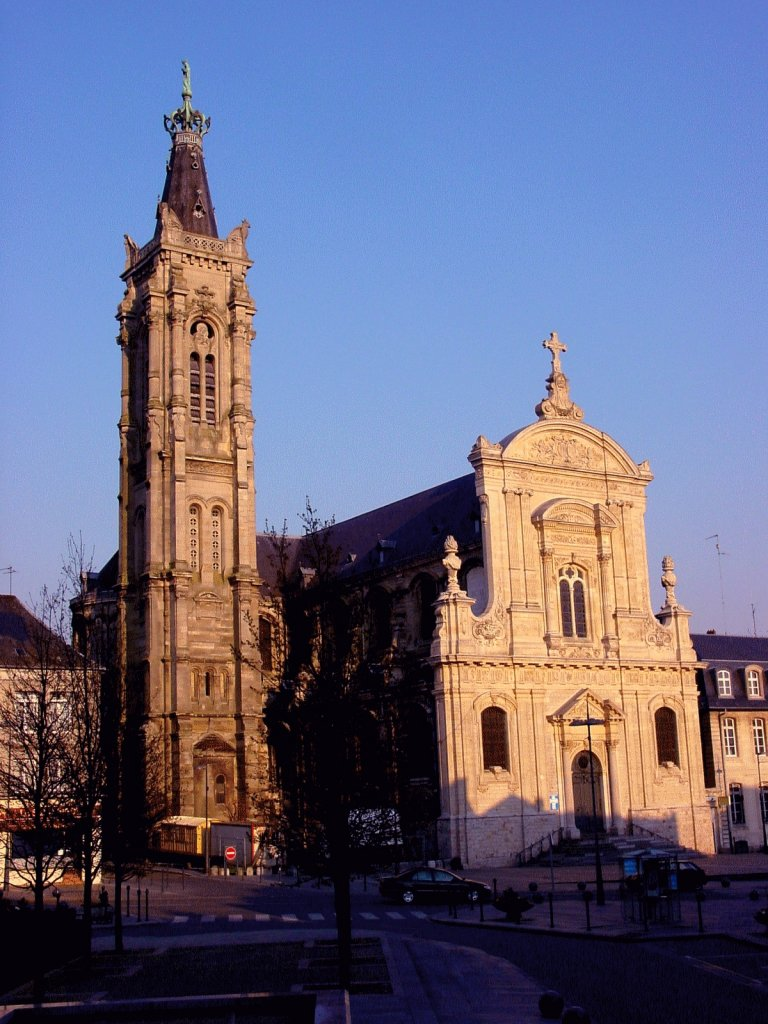
Catedral de Notre Dame de Cambrai.

El Congreso de Cambrai fue convocado en el Tratado de La Haya de 1720 que puso fin a la Guerra de la Cuádruple Alianza (1718-1720) provocada por la conquista española de Cerdeña y del reino de Sicilia por Felipe V de España lo que violaba los Tratados de Utrecht-Rastatt que habían puesto fin a la Guerra de Sucesión Española (1701-1714). Uno de los puntos esenciales que se iban a tratar en la ciudad francesa de Cambrai era la promesa hecha en el Tratado de La Haya a Felipe V y a su segunda esposa Isabel de Farnesio de que el hijo de ambos, el príncipe Carlos, recibiría el ducado de Parma, el Ducado de Piacenza y el Ducado de Toscana. Los preliminares comenzaron en 1721 y el Congreso se clausuró en 1724. 
Mientras estaba reunido el Congreso se produjo un hecho sorprendente para la época: Felipe V abdicó a favor de su hijo Luis (enero de 1724). Aunque la decisión se atribuyó a una depresión del monarca, las razón principal habría que buscarla en el deseo de Felipe V de ocupar el trono de Francia, que el rey español no había perdido. El experimento salió doblemente mal: las expectativas de Felipe en París estuvieron muy lejos de cumplirse y Luis I murió a los pocos meses (agosto de 1724), retornando su padre al trono. 

## Antecedentes: el Tratado de La Haya de 1720
En julio de 1717 tuvo lugar la conquista española de Cerdeña frente a las fuerzas imperiales de Carlos VI que la defendían, y en el verano siguiente una nueva expedición mucho mayor conquistó el reino de Sicilia —y "al igual que lo sucedido un año antes, los habitantes recibieron con alegría a los soldados de Felipe V"—.
Al conocerse la invasión de Cerdeña y de Sicilia, Carlos VI decidió entrar en la Triple Alianza formada en enero de 1717, dando nacimiento a la Cuádruple Alianza, el 2 de agosto de 1718. En la segunda semana de ese mismo mes una flota británica comandada por el almirante George Byng derrotó a la flota española comandada por Antonio de Gastañeta en la batalla del cabo Passaro frente a las costas de Sicilia, por lo que los soldados de Felipe V que ocupaban la isla quedaron aislados y sin poder recibir refuerzos. A principios del año siguiente, un ejército francés a las órdenes del duque de Berwick —quien durante la guerra de sucesión había luchado al lado de Felipe V, conquistando las ciudades de Valencia y de Barcelona— invadió el País Vasco y Navarra y Cataluña, amenazando con dirigirse a Madrid, y lo que avivó el alzamiento antiborbónico de los Carrasclets en Cataluña que llegó a movilizar a unas 8.000 personas y que exigía la restitución de las leyes e instituciones abolidas por la Nueva Planta.
Tras todos estos acontecimientos, Felipe V se deshizo  de Giulio Alberoni, el ministro que había ejecutado la política decidida por el rey y la reina, y al principio pretendió que las potencias de la Cuádruple Alianza reconocieran sus conquistas de Cerdeña y de Sicilia, e incluso reclamó a Gran Bretaña la restitución de Gibraltar y de Menorca, pero finalmente se vio obligado a firmar en La Haya en febrero de 1720 la retirada de las tropas de Cerdeña y de Sicilia —que se hizo efectiva dos meses después—, la renuncia a cualquier derecho sobre los antiguos Países Bajos españoles, ahora bajo soberanía del emperador Carlos VI, y a reiterar su renuncia a la Corona de Francia. Lo único que obtuvo Felipe V a cambio fue la promesa de que la sucesión al ducado de Parma, el ducado de Piacenza y el ducado de Toscana recaerían en el príncipe Carlos, el primer hijo que había tenido con Isabel de Farnesio. Para concretar estos acuerdos se convocó el Congreso de Cambrai.

## El Congreso
El Congreso supuso un nuevo fracaso para Felipe V porque no alcanzó su gran objetivo —que los ducados de Parma y de Toscana pasaran a su hijo Carlos— y tampoco que Gibraltar volviera a soberanía española, porque Felipe V rechazó la oferta británica de intercambiarlo por una parte de Santo Domingo o de Florida. Tampoco el acercamiento que había iniciado con la Monarquía de Francia fructificó porque finalmente la corte francesa rechazó el futuro matrimonio concertado en un tratado firmado en 1721 entre el Luis XV y la hija de Felipe V e Isabel de Farnesio, Ana María Victoria.

### Vuelve el «caso de los catalanes»
El congreso de Cambrai reavivó el «caso de los catalanes» entre el exilio austracista y entre los austracistas de Cataluña, como lo prueban las diecisiete cartas enviadas desde Viena y Génova a Barcelona entre 1721 y 1724, saltándose la norma establecida por Felipe V que prohibía la correspondencia entre Cataluña y los territorios del Imperio. En ellas los remitentes expresaban su confianza en que el emperador Carlos VI aprovechara la ocasión para conseguir que Felipe V restituyera las leyes e instituciones propias de Cataluña abolidas por el Decreto de Nueva Planta o que estallara la guerra. También se quejaban de que la represión contra los austracistas catalanes continuaba: «los que ejecutan en este país no es cosa natural, y si Dios no pone remedio, creo que pretenden acabar con todos y poblar la tierra con otra gente».
En este contexto de renacimiento del austracismo, el conde Felipe Ferran de Sacirera, que ya había sido embajador de Cataluña en La Haya cuando en 1713-1714 se estaban discutiendo en Utrecht los tratados que pondrían fin a la Guerra de Sucesión Española, pidió al emperador Carlos VI poder asistir a las sesiones del Congreso de Cambrai «para que no queden infelices unos vasallos de cuyos países ha salido V.M. emperador con gran parte de los dominios de España» y para que tengan «el alivio de saber [aunque nada se consiguiera] que hasta el fin no les ha V.M. desamparado». El conde no asistió al Congreso pero su petición fue recogida por el emperador en un documento que presentó en las conversaciones de Cambrai y en el que se recogía el «caso de los catalanes». Después de establecer la  «amnistía perpetua» para todos los antiguos contendientes en la Guerra de Sucesión Española, tanto austracistas como felipistas, se afirmaba:

Los reinos y provincias, ciudades, islas y comunidades de una y otra parte [la Monarquía de España y el Imperio] serán restablecidas en el goce y libre posesión de todos sus privilegios, leyes, fueros, constituciones, honores, preeminencias y prerrogativas de que gozaban cuando comenzó la presente guerra [de sucesión española] y fueron durante y por causa de ella privadas y desposeídas...

Pero la respuesta de los embajadores de Felipe V fue negativa (y los embajadores británicos tampoco apoyaron a los imperiales):

que tienen orden de que no se acuerde nada más a favor de Cataluña que lo que ya se fijó en el artículo 13 del Tratado de Utrecht. Es decir, que sean tratados como las provincias más favorecidas de España, que son las dos Castillas.

## Conclusión
Instaurado un modelo europeo basado en el equilibrio y no en la hegemonía, resultaba necesario encontrar algún sistema para solventar las cuestiones multilaterales, superando las simples relaciones bilaterales. Este fue el modelo utilizado en el Tratado de Utrecht, pero que en Cambrai no surtió todo el éxito esperado, ya que en Utrecht reinaba el deseo general de poner fin a la guerra y sobre todo porque hubo una Monarquía —la de España— cuyas posesiones fueron utilizadas para cubrir las demandas de los participantes. En Cambrai, las circunstancias habían cambiado y la diplomacia no extrajo todas las posibilidades que el sistema permitía, dada su inexperiencia en el manejo y técnicas de este tipo de congresos.